# Tord de Seram
El tord de Seram (Geokichla joiceyi) és una espècie d'ocell de la família dels túrdids (Turdidae), si bé ha estat considerat una subespècie de 
Geokichla dumasi.

## Descripció
- És un tord de mida mitjana que fa uns 17 cm de llarg.
- Dors, clatell i capell rogenc fosc. Ales, cara, gola i pit marró fosc. Ventre blanquinós. Notables puntes blanques a les cobertores alars mitjanes i majors.

## Hàbitat i distribució
Habita els boscos de les muntanyes de l'illa de Seram, a les Moluques.